# マインドマップ

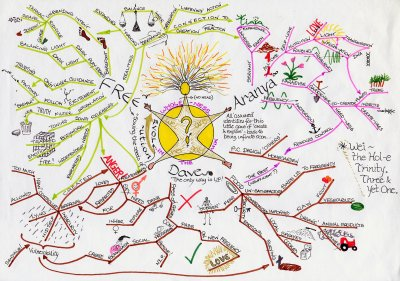
手描きのマインドマップの例

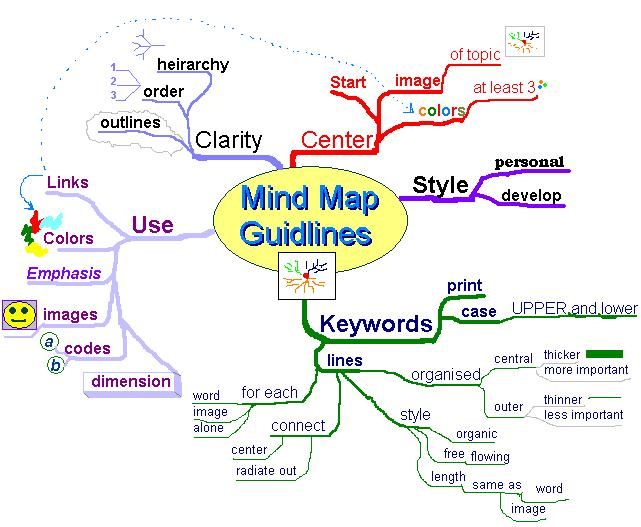
マインドマップのガイドラインについてのマインドマップ

マインドマップ（英: mind map, mindmap）とは、トニー・ブザンが提唱する、思考の表現方法である。頭の中で考えていることを脳内に近い形に描き出すことで、記憶の整理や発想をしやすくするもの。
ブザン・オーガナイゼーション・リミテッド社が商標登録している。

## 概要
描き方は、表現したい概念の中心となるキーワードやイメージを中央に置き、そこから放射状にキーワードやイメージを広げ、つなげていく。思考を整理し、発想を豊かにし、記憶力を高めるために、想像 (imagination) と連想 (association) を用いて思考を展開する。この方法によって複雑な概念もコンパクトに表現でき、非常に早く理解できるとされる。人間の脳の「意味ネットワーク」と呼ばれる意味記憶の構造（アラン・M・コリンズ、M・ロス・キリアン〈M. Ross Quillian〉ら）によく適合しているので理解や記憶がしやすいといわれている。
しばしば「図解表現技法」や「ノート術」などと紹介されることがあるが、適切ではない。開発者のトニー・ブザンは、脳科学や心理学の知見から、マインドマップを通してメンタルリテラシーの重要性を提唱している。メンタルリテラシーとは、簡単に言えば頭の使い方であり、学び方を学ぶ力や、学んだことを活用する力を指す。
本来は紙とペンで描くものであるが、コンピュータ上で描くための専用ソフトウェアもいくつかある。

## ソフトウェア

### 単体ソフトウェア
パソコン等の端末にインストールしてマインドマップを作成するソフトウェア。
- iMindMap - トニー・ブザン監修のもと、ブザンの提唱するマインドマップのルールに忠実に従ったマインドマップが作成できるとしている。唯一の公認ソフトウェアでもある。
- MindManager
- astah* think!（旧名:JUDE/Think!）
- マインドピース - 日本のKANTETSU WORKSで開発しているマインドマップ作成ソフトウェア。
- FreeMind - オープンソースで開発されているフリーのマインドマップ作成ソフトウェア。
- Freeplane - FreeMindから派生したフリーのマインドマップ作成ソフトウェア。
- XMind - 香港のXMind社が開発しているオープンソースのマインドマップが作成できるソフトウェア。Share機能を利用してウェブ上で公開・共有もできる。
- EdrawMind(旧名:MindMaster)

### ウェブアプリケーション
マインドマップをオンライン上で作成できるウェブアプリケーション。
- Lucidchart -日本語も対応
- EdrawMind -日本語も対応
- GitMind - 無料で使えるマインドマップツール - 日本語対応
- ProcessOn - 無料で使える。
- miro -日本語も対応、無料で使える。

## 備考
提唱者のトニー・ブザンは、マインドマップについて以下に示す12のルールを定めており、「それに従っていないものはマインドマップとは呼べない」と主張している。
| - 無地の紙を使う - 用紙は横長で使う - 用紙の中心から描く - テーマはイメージで描く - 1つのブランチには1ワードだけ - ワードは単語で書く | - ブランチは曲線で - 強調する - 関連づける - 独自のスタイルで - 創造的に - 楽しむ! |

しかし、現実にはこのルールに従っていない自称「マインドマップ」が書籍などでも数多く流通している。また、マインドマップとほぼ同様のメモリーツリーと呼んでいるものもある。フィンランドでは、マインドマップを簡略化した「カルタ」と呼ばれる思考ツールが使われ、国語の授業などで活用されている。
2006年10月にブザン・ワールドワイド・ジャパン株式会社が設立され、公認インストラクターによるセミナー事業が開始された。
2010年4月に一般社団法人ブザン教育協会が発足し、公認インストラクターによるセミナー事業はブザン・ワールドワイド・ジャパン株式会社から移管された。
2011年11月より、英国Open Genius社が世界統一の管理体制へと変更。
2018年2月から、Tony Buzan International Limited の管理体制へと変更。